# Die Nacht der Entscheidung (1938)
Die Nacht der Entscheidung ist deutsches Spielfilmmelodram aus dem Jahre 1938 von Nunzio Malasomma und Walter Janssen (Dialogregie) mit Pola Negri in der Hauptrolle. Rolf E. Vanloo lieferte die Novellenvorlage.

## Handlung
Tessa Brückmann, eine schwarzhaarige, gebürtige Peruanerin, ist mit dem ehrwürdigen deutschen Konsul Brückmann verheiratet. Mit dessen 17-jähriger Tochter Gisela hat sie sich rasch angefreundet. Als die Halbwüchsige eines Tages einen Landsmann ihrer Stiefmutter, Fernando Alvarez, kennen lernt und mit ihm auf ihrem ersten Ball tanzt, wird sie von all ihren Freundinnen beneidet. Der Fremde ist ein Herr in den besten Jahren, vornehm und offensichtlich wohlhabend. Dennoch interessiert sich Gisela noch nicht so recht für das andere Geschlecht, ihr ganzes Streben gilt derzeit dem Tennissport. Tessa erstarrt beinah, als sie Fernando sieht, war er doch einst ihr Liebhaber, ehe sie ihren jetzigen Gatten kennen- und lieben lernte. Brückmann gegenüber gesteht Tessa jedoch nicht, dass sie und Fernando sich von früher kennen. Tessa lädt den Südamerikaner, einen Geschäftspartner, zu sich nach Hause ein und bittet Tessa, da er verhindert ist, sich ein wenig um ihren Landmann zu kümmern. Die kommenden Tage nähern sich die beide so sehr an, dass Tessa beschließt, Fernandos Werben nachzukommen und ihn in die alte Heimat zu begleiten.
Ein schwerwiegendes Ereignis kommt jedoch dazwischen. Der Zug, mit dem ihr Gatte unterwegs sein soll, ist entgleist. Tessa befürchtet, dass ihr Mann unter den Todesopfern sein könnte. Sie glaubt, sich nun um ihre Stieftochter kümmern zu müssen und beginnt überdies festzustellen, wie sehr sie ihren Gatten doch geliebt hat. Umso erleichterter reagiert Tessa Brückmann, als der Totgeglaubte plötzlich quicklebendig in der Hautür steht: Brückmann hatte statt den Zug das Flugzeug genommen. Tessa ist sich jetzt im Klaren, dass sie ihr Leben an der Seite ihres Ehemanns verbringen will und beschließt, Fernando ziehen zu lassen. Dennoch hat die Peruanerin ein schlechtes Gewissen, wäre sie doch beinah fremd gegangen und abtrünnig geworden. Und so beschließt Tessa, ihrem Gatten alles zu gestehen. Der ist schwer enttäuscht von ihr und wendet sich ab. Nun will Tessa plötzlich doch das Heim verlassen, doch Tochter Gisela weiß Rat und überzeugt ihren Vater, Tessa zu verzeihen. Brückmann bittet daraufhin Tessa, zu bleiben, und am Ende siegt beider Liebe zueinander.

## Produktionsnotizen
Die Dreharbeiten zu Die Nacht der Entscheidung begannen Mitte August 1938 und endeten im darauf folgenden Monat. Die Uraufführung fand am 22. Dezember 1938 in Dresden statt, die Berliner Premiere war am 13. Februar 1939 im UFA-Theater Tauentzienpalast.
Produzent Hans von Wolzogen übernahm auch die Produktionsleitung. Robert A. Dietrich und Artur Günther entwarfen die Filmbauten. Martin Müller kümmerte sich um den Ton, Bruno Balz schrieb die Liedtexte. Eugen Klagemann fertigte die Standfotos an.

## Kritiken
Für Der deutsche Film 1938-1945 war Die Nacht der Entscheidung von allen deutschen Negri-Tonfilmen „der am wenigsten gelungene von der ganzen Serie. Die pathetisch-theatralische Art des Spielens von Pola Negri wirkte wenig überzeugend“.
Im Lexikon des Internationalen Films heißt es: „Lahm konstruiertes Melodram, das den verblaßten Ruf von Pola Negri wiederbeleben sollte.“